# Социально-экономическая география
Социа́льно-экономи́ческая геогра́фия (также обще́ственная геогра́фия) — система географических наук, изучающая территориальную организацию общества, её законы и закономерности. Подразделяется на экономическую, социальную, политическую и культурную географию.

## Структура науки
Социально-экономическая география, согласно наиболее распространенным взглядам, состоит из экономической, социальной, исторической, культурной и политической географии. Также к общественной географии часто относят сочетающие социально-экономические и физические аспекты страноведение и военную географию. Важную методологическую роль для общественной географии играет теоретическая география.

| - География населения - Геодемография - География миграций - Этническая география - Лингвистическая география - Конфессиональная география - География рынка труда - География расселения - Геоурбанистика - География сельской местности - География образа жизни - География социального состава населения - Рекреационная география - География потребления | - География сельского хозяйства - География промышленности - География транспорта - География третичного сектора - География инвестиционного комплекса - География природных ресурсов - География инноваций - Электоральная география - Лимология - География конфликтов - Политико-географическое страноведение - Изучение культурных ландшафтов - Воображаемые географии - Гуманитарная география - География культуры - Когнитивная география - Институциональная география - Геофилософия |

## История развития
Исторически социально-экономическая география зародилась как экономическая география. Глобальные изменения в объекте её исследования привели в последней трети XX в. к формированию относительно самостоятельной социальной географии, позиции которой в западной географии стали доминирующими. Поэтому в отечественной географии используются иные термины: экономическая и социальная география, общественная география и др. В западной географии чаще всего используется термин «география человека» («Human Geography»). Понятие и определение социально-экономической географии различно в разных направлениях, научных парадигмах и школах. Основополагающим критерием до последнего времени служило признание места социально-экономической географии в рамках социально-экономических или географических наук. В последние десятилетия, в эпоху развития междисциплинарных исследований и господства идей постмодерна, понятие, объект и предмет изучения социально-экономической географии, как в западной, так и в отечественной географии, стали размываться. В результате она стала терять свою самоидентификацию и превращаться в дисциплину, «которой занимаются географы» (Р. Джонстон). 

## Основные школы социально-экономической географии
Перечислены основные школы, претендовавшие на интегральный подход ко всей социально-экономической географии (некоторые — и к географии вообще). Направления отраслевых разделов социально-экономической географии (экономической, социальной, политической и культурной географии) приводятся в соответствующих статьях
- Хорология
- Антропогеография
- Французская школа географии человека
- Школа пространственного анализа
- Советская районная школа
- Теории регионального роста
- Непрезентативная теория

### Философский подход
Философский подход в социально-экономической географии представлен такими направлениями как
- Поведенческая география (Behavioral geography)
- Радикальная география
- Феминистская география
- Марксистская география
- Непрезентативная теория
- Постструктуралистская география
- Психоаналитическая география

## Ведущие научные центры
| - Оксфордский университет - Калифорнийский университет в Беркли - Кембриджский университет - Даремский университет - Университетский колледж Лондона - Калифорнийский университет в Лос-Анджелесе - Манчестерский университет - Амстердамский университет - Лундский университет - Висконсинский университет в Мадисоне - Университет Париж 1 Пантеон-Сорбонна | - Институт географии РАН - Географический факультет МГУ - Кафедра социально-экономической географии зарубежных стран - Кафедра экономической и социальной географии России - Кафедра географии мирового хозяйства - Кафедра рекреационной географии и туризма - Институт географии СО РАН - Тихоокеанский институт географии ДВО РАН - Институт Наук о Земле СПбГУ - Кафедра региональной политики и политической географии - Кафедра страноведения и международного туризма - Кафедра экономической и социальной географии - Высшая школа урбанистики НИУ ВШЭ - Центр гуманитарных исследований пространства Института наследия им. Лихачева (закрыт в 2013 году) |